# 彼得斯巴克
彼得斯巴克（法語：Petersbach，发音：[petəʁsbak] 或 [petəʁsbax]）是法国下莱茵省的一个市镇，属于萨韦尔讷区和英维莱尔县（Ingwiller）。该市镇总面积8.88平方公里，2009年时的人口为679人。

## 人口
彼得斯巴克人口变化图示